# Бой при Вилькомире
Бой при Вилькомире — бой 16 (28) июня 1812 года у литовского города Вилькомир между русским арьергардом Я. П. Кульнева и французской дивизией Ораса Себастьяни в начальный период Отечественной войны 1812 года.
15 (27 ) июня арьергард Я. П. Кульнева (два кавалерийских и два пехотных полка, три казачьих сотни, 6 орудий) должен был наблюдать и сдерживать французов, чтобы дать время основным силам 1-го корпуса генерала Витгенштейна отдохнуть после трёх форсированных переходов, а затем переправиться через реку Свенту.
Утром 16 (28) июня Кульнев, укрыв свой арьергард в лесу, подпустил на близкое расстояние колону французской кавалерии и открыл огонь из шести конных орудий. Противник, не имевший артиллерии, рассеялся и скрылся в лесу.
В час дня французы силами шести пеших и четырёх конных колонн двинулись на арьергард и заставили его отступить за местечко Девельтово. Заняв там удобную позицию, Кульнев в течение двух часов сдерживал дальнейшее продвижение противника артиллерийским огнём и конными контратаками. В это время 1-й корпус успел переправиться через Свенту. К вечеру и арьергард отошёл за реку и двинулся на соединение с главными силами корпуса Витгенштейна.